# 1194 Aletta
1194 Aletta è un asteroide della fascia principale del diametro medio di circa 55,39 km. Scoperto nel 1931, presenta un'orbita caratterizzata da un semiasse maggiore pari a 2,9111595 UA e da un'eccentricità di 0,0945471, inclinata di 10,87459° rispetto all'eclittica.
Il suo nome è in onore della moglie dello scopritore.